# 青山区 (包头市)
青山区是内蒙古自治区包头市的一个市辖区。位于包头市主城区中部，是该市主要的兵器工业及装备制造业基地。管辖面积280平方公里，区人民政府駐建設路。

## 历史

### 古代
战国以前，今青山区辖境属于北方民族游牧地。赵武灵王时属于赵国，为赵长城北境。秦时属九原郡。后为匈奴所占。汉属五原郡，其间被卢芳割据政权占据。三国时属鲜卑拓跋部。后又属前秦、代、北魏，为北魏六镇区域。隋开皇五年，为突厥人聚居区。开皇二十年属胜州榆林县（后改榆林郡）。唐初属突厥，建三受降城后属中受降城辖地。开元十九年属朔方节度使。辽、金、元、明时属云内州。洪武四年，废东胜州设东胜卫，青山区境属之。永乐年间，东胜卫内迁，青山区境由明朝和蒙古瓦剌部交替占据。宣德元年，明朝复设丰州，将原云内州改为县，隶丰州，今青山区境属之。正统后又属漠南蒙古。清朝建立后，为乌拉特三公旗辖地。

### 近现代
清末，青山区辖境先属萨拉齐厅，后属五原厅，在今青山区城区地形成了勾兰圪卜村和镰片窑子村。民初，区境汉民属五原县、蒙民属乌拉特三公旗。后属包头设治局、包头县。
中共建政之初仍属包头县。1950年代，二机部决定在今青山区境建设内蒙古一机厂（今一机集团）和内蒙古二机厂（今北重集团）及其家属区。1956年，青山区正式成立，属包头市。

## 行政区划
青山区下辖9个街道办事处、3个镇：
先锋道街道、幸福路街道、万青路街道、富强路街道、科学路街道、青山路街道、自由路街道、乌素图街道、稀土路街道、青福镇、兴胜镇、万水泉镇和包头市装备制造产业园区。
其中、稀土路街道和万水泉镇实际由稀土高新区管理。

## 人口
根據第七次人口普查數據，截至2020年11月1日零時，青山區常住人口535128人。

## 语言
青山区城区部分以1950年代华北地区工业移民后裔为主，通用普通话。1980年代改革开放后，来自周边市县的晋语人口不断迁入，主要是大包片和张呼片。
周边农村地区人口一直使用晋语大包片。

## 教育
自治區示範中學三所：
- 包頭市第四中學
- 内蒙古一机集团第一中学
- 北方重工集团第三中学